# 出姜
出姜（?—?），鲁文公的夫人。
鲁文公四年（前623年）夏季，鲁国在齐国迎接姜氏，鲁国的卿没去迎接，不合于礼。《左传》作者说出姜在鲁国不会有好结果。鲁文公九年（前618年）春，夫人姜氏到齐国。三月，夫人姜氏从齐国回来。文公十八年（前609年），鲁文公死后，东门襄仲杀害了公子恶与公子视，立鲁宣公。出姜回到齐国，回娘家不再回鲁国了。她将要离开鲁国的时候，哭着经过集市，说：“天哪！襄仲无道，杀死了嫡子立庶子。”集市上的人都跟着她哭泣，鲁国人称她为哀姜。